# Кулейская волость

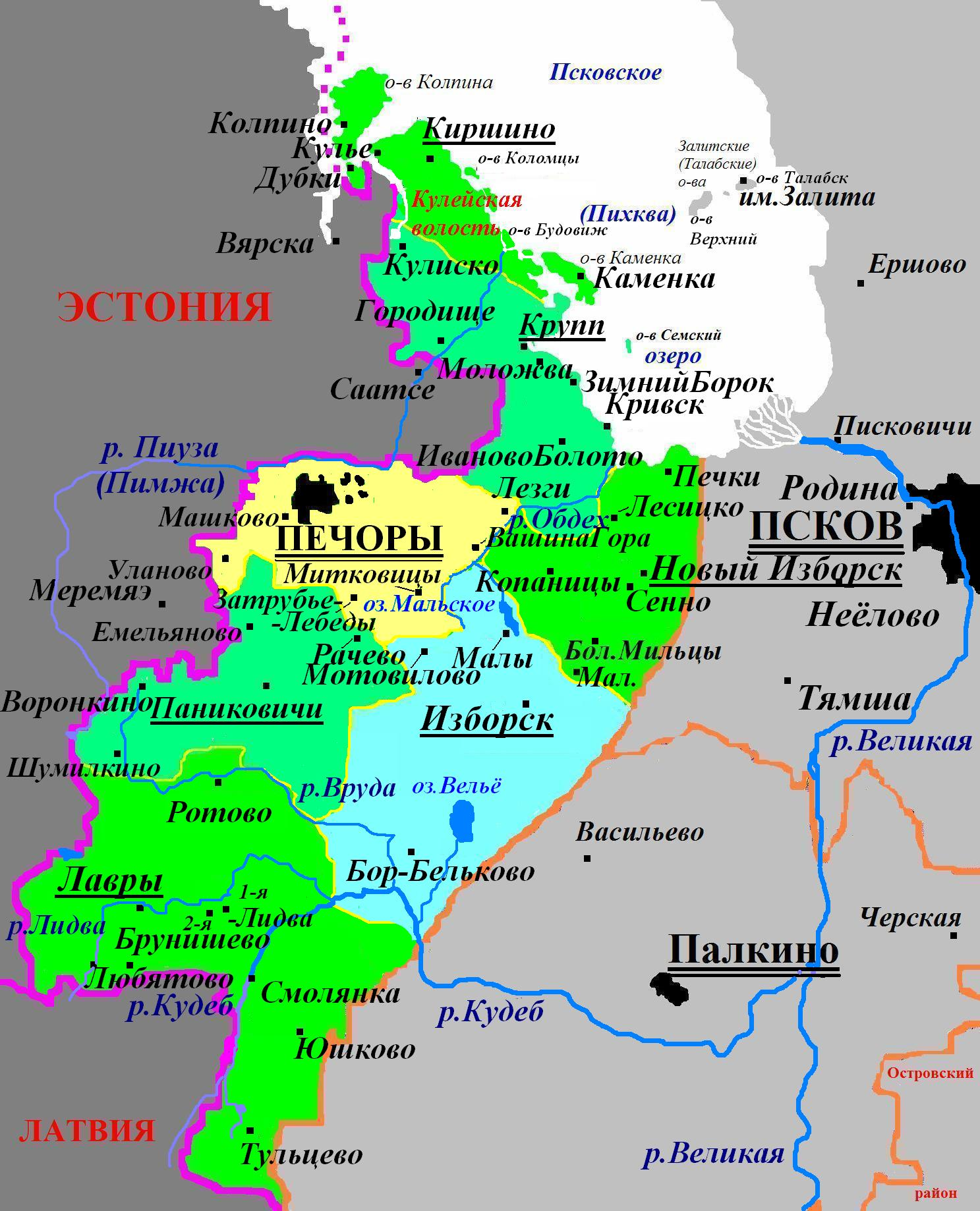
Административное деление Печорского района в 1995—2015 годах (в 1966—1995 годах — вместо волостей — одноимённые сельсоветы)

Кулейская волость — упразднённое муниципальное образование со статусом сельского поселения и административно-территориальная единица 3-го уровня в Печорском районе Псковской области России.
Административный центр — деревня Киршино.

## География
Территория волости граничила на юге с Круппской волостью Печорского района Псковской области, на юго-западе — с Эстонией, на западе, севере и востоке — омывается водами Псковского озера. На юго-западе протекает река-эстуарий Кулейская, верхнее течение которой является пограничным с Эстонией по середине реки-эстуария (Кулейского залива).
К Кулейской волости относился остров Колпина — крупнейший остров Псковско-Чудского озера (11 км²), — а также острова: Каменка (6 км²), Будовиж, Коломцы и др.
Также к волости относился полуанклав Дубки, окружённый с юга и востока Эстонией, а с запада и севера — водами Псковского озера.
На территории волости были расположены озёра: Берёзовое (0,3 км², лиман к западу от острова Каменка), Тильнёво (0,3 км², лиман к югу от озера Берёзовое) и др.

## Население
| 2002 | 2010 | 2012 | 2013 | 2014 | 2015 |
| ---- | ---- | ---- | ---- | ---- | ---- |
| 1162 | ↘941 | ↘925 | ↘883 | ↘861 | ↘827 |

## Населённые пункты
В состав Кулейской волости входила 21 деревня: Кулье, Дубки, Колпино, Медли, Шартово, Заболотье, Замошье, Дрисливик, Глазово, Киршино, Сухлово, Дальнево, Мартышово, Красная Гора, Коломцы, Лисье, Будовиж, Сельцы, Медово, Каменка, Рожитец.

## История
До 1920 года территория бывшей Кулейской волости входила в Слободскую волость (с центром в селе Верхоустье) Псковского уезда Псковской губернии России.
В 1920 — 1944 годы эти земли входили в Эстонию в составе её Печорского уезда. С января 1945 года эта территория в виде Кулейского сельсовета входит в Печорский район Псковской области РСФСР.
Решением Псковского облисполкома от 24 декабря 1959 года в Кулейский и Ивано-Болотинский (Круппский) сельсоветы была включена территория упразднённого Городищенского сельсовета.
С февраля 1963 до марта 1964 года Кулейский сельсовет вместе с другими сельсоветами Печорского района временно входил в Псковский район.
Постановлением Псковского областного Собрания депутатов от 26 января 1995 года все сельсоветы в Псковской области были переименованы в волости, в том числе Кулейский сельсовет был превращён в Кулейскую волость.
Законом Псковской области от 28 февраля 2005 года в границах волости было образовано также муниципальное образование Кулейская волость со статусом сельского поселения с 1 января 2006 года в составе муниципального образования Печорский район со статусом муниципального района.
Законом Псковской области от 30 марта 2015 года волость была упразднена и с 11 апреля 2015 года включена в состав сельского поселения Круппская волость.